# Jean Henri Huguetan Gyldensteen
Jean Henri Huguetan, rigsfriherre d'Odyck og lensgreve Gyldensteen (født 1665 i Lyon, død 14. juni 1749 i København) var en dansk godsejer, far til Jean Henri Desmercières.

## Karriere i Frankrig, Holland og England
Han var født i Lyon og var søn af en boghandler og bogtrykker, Jean Antoine Huguetan (1615-1681) og Marguerite Perrachon (død 1714). Efter det nantiske edikts ophævelse 1685 forlod Huguetans mor med sine tre sønner Frankrig og bosatte sig i Nederlandene. Den ældste af sønnerne oprettede 1686 en stor boghandel i Amsterdam, hvori de to andre brødre siden blev deltagere. Skønt han var protestant, blev der ikke lagt hindringer i vejen for de omfattende bankierforretninger, han en tid lang drev i Frankrig. Dog foretrak han efter 1690 at bo en halv snes år i Amsterdam. Siden finder vi ham atter i Frankrig. På Den Spanske Arvefølgekrigs tid tjente han mange penge ved leverandørforretninger; men uheldigvis kom han på kant med den franske regering om pengesager (april 1705), og han måtte flygte til Holland, hvorfra han gik til England. Store svingninger vedblev at betegne hans liv. Efter at han var gået fallit i England, og han der havde bragt adskillige store huse til at fallere, synes han at have flakket om i forskellige lande, indtil han omsider 1711 flyttede til Danmark. Hvordan end dette forholder sig, synes han at have reddet en betydelig formue ud af sine spekulationer. Efter sit andet fornemme giftermål blev han 1708 af kejseren optaget i rigsfriherrestanden (baron af d'Odyck) og blev samme år sachsen-weimarsk gehejmekrigsråd med rang som statsministre, 1710 drost over det greven af Lippe-Detmold tilhørende herskab Vianen ved Utrecht.

## I Danmark
Han havde fra sit bevægede liv bjerget en betydelig rigdom, hvad onde tunger ville sætte i forbindelse med, at han havde gjort svigagtig fallit. Overhovedet har der været forunderlige rygter i gang om hans levned, inden han kom til Danmark, hvor han 1712 fik naturalisationspatent som baron Odyck. Her anbragte han en del af sine store midler i jordegods både i selve kongeriget og i Holsten. 2. april 1717 optoges han med hustru og datter i den danske grevestand med navnet Gyldensteen. De fynske godser Enggård (omdøbt til Gyldensteen), Oregård og Uggerslevgård (købt 1719-20) fik han 1720 gjort til et grevskab under navn af Gyldensteen. Desuden nævnes han som herre til Cronsburg ved Rendsborg i Holsten (købt 1715).

## Hæder og omgangskreds
Han var tillige kammerherre (fra 1714) og Ridder af Dannebrog (fra 1717). Af offentlige embeder synes han kun en tid at have beklædt stillingen som envoyé ved de Øvre- og nederrhinske-westfalske kredse; men han indtog dog en meget fremskudt stilling herhjemme. Foruden sine rigdomme havde han under sit livs stærke omskiftninger vundet en betydelig smidighed og evne til at tumle med forskellige personligheder, og han var en særdeles begavet mand med stor kundskab i alt, hvad der vedrørte pengeforretninger og Handelssager. Alt dette kastede i Frederik IV's og hans stormænds øjne et dække over hans oprindelig lave byrd og tvivlsomme Fortid. Han var jævnlig gæst ved kongens taffel, og han hørte til storkansleren, grev Ulrik Adolf Holsteins og hans frues nærmeste venner. Den franske regering anbefalede sine diplomater at være forsigtige over for ham, "der var blevet så kendt ved sin bankerot"; men de tilrådede stærkt at stille sig i et venskabeligt forhold til ham. Både hans klogskab og hans indflydelse gjorde det ønskeligt. Da det ostindiske Kompagni i 1722 stod på svage fødder, ansøgte det kongen, om Gyldensteen, uagtet han ikke var lutheraner, men reformert, måtte blive en af dets direktører, et ønske, kongen også opfyldte. Efter Frederik IV's død gjaldt det for tvivlsomt, om han kunne undgå den unåde, der ramte dem, som havde stået denne konge nær; men han forstod at holde sig oven vande. Under den iver, som Christian VI's regering viste for handel og industri, gjaldt han ligesom hans uægte søn Jean Henri Desmercières for omtrent uundværlig, og det var så langt fra, at kongen stødte ham bort, at han 1731 gjorde ham til gehejmeråd (1738 gehejmekonferensråd). Desuden var han med at give råd ved Kurantbankens oprettelse 1736, og han tegnede sig til glæde for kongen for et stort antal aktier. Endnu 1742 omtaler en svensk diplomat i København ham som ualmindelig kraftig både på sjæl og legeme. Han døde 14. juni 1749.
Han opførte 1740 en gård på hjørnet af Dronningens Tværgade og Bredgade (senere Hotel Fønix, fra 1945 Land og Folks redaktion, og nu atter Hotel Phoenix Copenhagen). Gyldensteen købte 1743 landstedet Rustenborg i Lyngby, som han 1748 overlod sønnen. Også palæet i Bredgade blev arvet af sønnen.

## Ægteskaber og efterkommere
Han blev gift 1. gang 3. februar 1701 i Amsterdam (Oude Walen Kerk) med Susanne Testas (21. januar 1680 i Bordeaux – 12. september 1703 i Amsterdam), datter af købmand Daniel Testas (1643-1722) og Marie Cayrouze (død 1696). Gift 2. gang 1. maj 1708 i Amsterdam (Franske Kirke) med grevinde Mauritia Marguerite Odyck (født mellem 1671 og 1676 i Haag (?) – 28. december 1745 i København), datter af greve Wilhelm Adrian af Nassau til Odyck, Cortgeene, Zeist og Driebergen (1632-1705) og Elisabeth van der Nise (1639-1698).
Foruden den ovennævnte uægte søn, Jean Henri Desmercières, som han havde med en modehandlerske, havde Gyldensteen en datter, der var født i et ægteskab med en hollandsk dame af slægten Wassenaer. Denne datter flygtede til Skåne med en Antoine Casado marquis de Monteleone, søn af den spanske minister i København, og hun lod sig her vie til ham. Det kom i den anledning til et brud imellem hende og faderen, der forøvrigt fik endnu mere grund til sorg ved hendes senere udsvævende liv. Fra en datter af hende nedstammer de senere besiddere af grevskabet Gyldensteen (først Knuth, siden Bernstorfferne). Slægten Gyldensteen uddøde ca. 1767.
Han er begravet i Nørre Sandager Kirke. Der findes et portrætmaleri af ham på Gyldensteen.